# Katte ni Kaizō
Katte ni Kaizō (かってに改蔵?) è un manga shōnen creato da Koji Kumeta. Il manga è durato per 26 volumi, pubblicati su Shōnen Sunday dal 1998 al 2004. Un adattamento anime composto da 6 OAV realizzati da Shaft sono usciti in Giappone dal 25 maggio al 26 ottobre 2011.

## Trama
La serie segue le vicende di Kaizō Katsu, uno studente eccentrico con una strana percezione di ciò che lo circonda. Una volta era un bambino prodigio ma all'età di sette anni la sua amica di infanzia Umi Natori lo calciò giù dalla jungle gym provocandogli un trauma alla testa cambiandone la personalità. Acquisì un grande interesse verso le più svariate stramberie come gli UFO e i fantasmi.
All'età di 17 anni, Kaizō fu colpito alla testa da un modello anatomico. Rianimato successivamente da un defibrillatore iniziò a credere di essere stato trasformato in un cyborg dal presidente del club scientifico Suzuu Saien che lo asseconda per divertimento.